# TWAIN
TWAIN是一个软件和数码相机、扫描仪等图像输入设备之间的通讯标准。其名称来源于吉卜林的诗《The Ballad of East and West》里的一句：“and never the twain shall meet”，以此来表示当时计算机与扫描仪的难度之大，而使用全大写仅仅是为了使这个名称更显眼。
TWAIN工作组于1990年组成，包含柯达、惠普、罗技等图像设备厂商和Aldus、Caerre等图像软件厂商。这个组织的目标是创建一个满足如下条件的标准：
- 多平台支持
- 兼容多种设备
- 广泛的软硬件支持
- 可扩展性
- 针对最终用户和软件开发人员的易用性
- 多种图像格式支持

从硬件到软件，TWAIN包含四层：硬件、源、源管理器和软件。硬件厂家的TWAIN支持通常体现为支持TWAIN接口的驱动程序。TWAIN的硬件层接口被称为源，源管理器负责选择和管理来自不同硬件厂家的源。在微软的Windows上，源管理器是以DLL方式实现。TWAIN软件不直接调用硬件厂家的TWAIN接口，而是通过源管理器。用户在TWAIN软件中选择获取图像之后，TWAIN软件和硬件通过一系列交涉来决定如何传输数据。软件描述它需要的图像，而硬件描述它能够提供的图像。如果软硬件在图像格式上达成一致，那么控制被传递到源。源现在可以设置扫描选项，以及开始扫描。
一个和TWAIN类似的接口是图像和扫描仪接口规范（ISIS）。这是Pixel Translation公司维护的一个接口标准，主要是被SCSI接口的设备支持（TWAIN设备一般是USB接口）。另外，ISIS是基于软件模块的，可以用多个ISIS组件组成一个流水线。和TWAIN工作组不同，Pixel Translation也对第三方产品进行认证。